# Иван Генералић
Иван Генералић (Хлебине, 21. децембар 1914 — Копривница, 27. новембар 1992) био је хрватски наивни сликар.

## Биографија
По занимању је пољопривредник. Цртањем се почео бавити од најраније младости, а сликарством од 1930. када се упознаје са Крстом Хегедушићем који га упућује у сликарске технике.
Професор Хегедушић је био импресиониран раним скицама Ивана Генералића и помогао му је да организује своју прву изложбу у Уметничком павиљону у Загребу 1931, где излаже цртеже и аквареле у оквиру групе Земља.
Генералић је најснажнија сликарска личност подравског басена и Хлебинске школе (термин који је увео Крсто Хегадушић 1931). Неко време је водио и сликарску школу у Хлебинама.
У раним делима након рата Генералић претежно слика социјално-критичке и реалистичке мотиве из сељачког живота (Цигански свати, Спровод Штефа Халачека, Реквизиција, Градња задружног дома) у техници акварела на папиру, уља на платну, те темпере и уља на стаклу са јаким колористичким акцентима. После слика већином на стаклу, техници, која је веременом створила велики сликарски свет наивне уметности хлебинског клуба.
Педесетих и шездесетих година Генералићева имагинација све више пречишћава старе теме и фантазију ослобађа до надреалистизма (Рогати коњ, Јеленски свати, Дрвосјече, Мој Париз). Седамдесетх година теме се своде на однос сликаревог духа и односа према свету и животу (Мона Лиза, Штуце, Смрт Мирка Вириуса, Аутопортрет)
Излагао је на свим изложбама Земље и хрватских сеоских сликара. Први пут самостално излаже 1937. у Новом Саду, а затим 1938. у Загребу. После рата излаже у низу изложби хрватског и југословенског сликарства у земљи и иностранству: самостално у Паризу 1953, учетвује на Бијеналу у Сао Паулу 1955, на иложби „50 година модерне уметности“ у Бриселу 1958, када његово дело дефинитивно улази у историју светскр уметности. Године 1976. излаже на Првом интернационалном салону савремене уметности — Yugoslavie — Pientres et Sculpteurs naif у Гран Палеу у Паризу. Интернационални жири додељује му Гран при „Наиви ‘70“ 1970. године у Загребу.
Зачетник је савременог хрватског наивног сликарства, средишња личност и ментор друге генерације хлебинске школе сликарства. Самостално је излагао у Паризу, Бриселу, Баден Бадену, Базелу, Братислави, Шангају, Пекингу, Токију, Лењинграду, Мадриду, Сао Паолу, што је афирмисало хрватску и југословенску наивну уметност у свету. Скоро цео живот је провео у Подравини, са изузетком боравка у Паризу 1953.
Генералићеви омиљени мотиви су гигантски цветови и детаљи из природе. Његово најпознатије дело су Јеленски свати из 1959.